# 入信 (キリスト教)
入信（にゅうしん）とは信仰の道に入ること、特定の宗教・宗派に帰依すること。
主にキリスト教の用語として用いられるが、仏教やイスラームなど他宗教でも用いられる場合がある。教会や伝道集会などでイエス・キリストを個人的な救い主として信じること。「改宗」という用語に比べて個人的経験の要素が強い。
キリストを心から信じて霊的な覚醒を体験することを「回心」「新生」という。